# Marcel Vanthilt
Marcel Céline Gerard Edgard Vanthilt (Lommel, 24 augustus 1957) is een Belgisch muzikant, zanger, radio- en televisiepresentator en mediafiguur.

## Levensloop
In zijn middelbareschooltijd draaide Marcel Vanthilt al kortfilms samen met zijn jeugdmakker Dominique Deruddere. Hij studeerde aan de Vrije Universiteit Brussel en was actief als secretaris van de Studiekring Vrij Onderzoek. Marcel Vanthilt is overwegend als freelancer in de mediawereld actief. Begin jaren 1980 schreef hij ook voor het blad Humo.

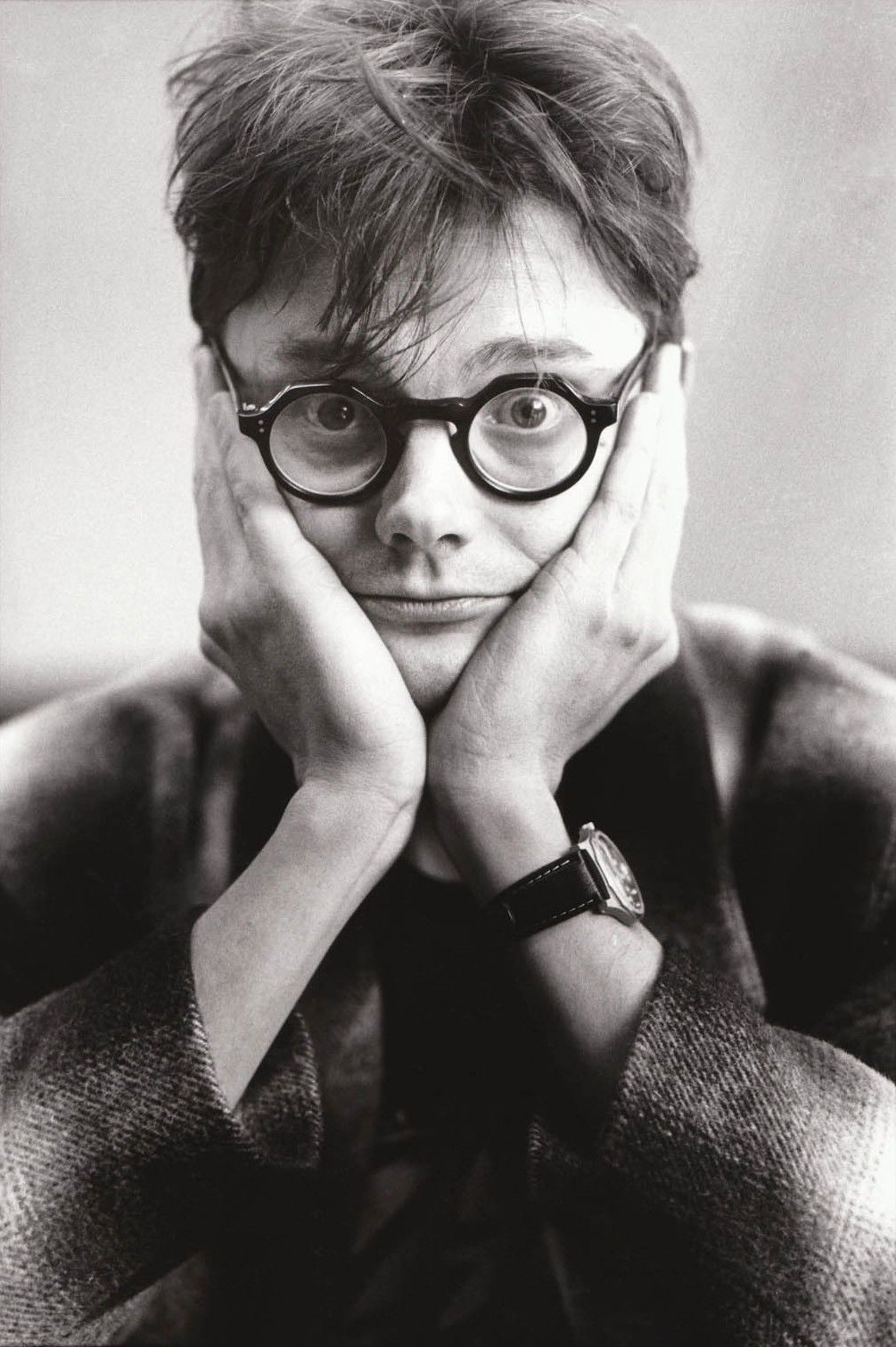
Vanthilt in de jaren '80

Hij werd eerst bekend in 1981 met de popgroep Arbeid Adelt!, die hij vormde samen met Jan Vanroelen. Latere leden van de groep waren Luc Van Acker, Willy Willy, en Dani Klein. Bekende hits waren De dag dat het zonlicht niet meer scheen ('82), Death Disco ('83), Lekker westers ('83) en Stroom ('85). Tevens was hij zanger bij de groep The Yéh-Yéhs.  Hij behoort tot de generatie mediafiguren die mee verantwoordelijk is voor een beeldvoering op tv met meer flitsende en ingezoomde beelden dan gedurende de eigen jeugdjaren van die generatie (de jaren 60 en 70 van de 20e eeuw) en voor een vinnige interviewstijl. Begin jaren tachtig presenteerde hij het jongerenprogramma Roodvonk (1983-1985) van de Socialistische Omroep in De Zendtijd voor Derden op BRTN2. Hij presenteerde ook mee in Villa Tempo (1984-1985), waar hij samen met Bart Peeters en Hugo Matthysen deel uitmaakte van de typetjes de Hermannen.
Tussen 1985 en 1987 werkte Vanthilt voor de VPRO. Hij presenteerde er Het Oog Vanthilt (1984) en de cultdocumentaire rond hiphop Big Fun in the Big Town (1986).  Van 1987 tot 1990 was Vanthilt vj bij MTV in Londen. Als showmaster verzorgde hij Tilt! voor VTM (1993-1995). Van 1996 tot 1998 probeerde hij het in de Verenigde Staten, maar dat werd geen succes. Hij was ooit als figurant te zien in aflevering 17 (The One Without The Ski Trip) van de derde reeks Friends, als klant in het fictieve koffiehuis Central Perk. Hij bundelde de columns die hij in de VS schreef in het boek Ha!Merika!.
Vanaf 1998 was Vanthilt regelmatig quizleider, onder andere in ViaVia, De lage landen, Tien voor Taal dat hij gedurende 10 jaar presenteerde, Quix en Zap. Voor Eén bracht hij de huwelijksshow Wit in Vegas in 2005. In 2006 volgde hij Rob Vanoudenhoven op als presentator van De Thuisploeg. Hij presenteerde deze quiz samen met Evy Gruyaert. Voor Studio Brussel presenteerde hij in 2005 & 2006 Bel'80, Bel'90, de Album 100, het wekelijkse Was het nu 70, 80 of 90? en de opening en slotshow van de geldinzamelactie van StuBru voor het Rode Kruis: Music For Life (2006). Van 2006 tot 2009 was Vanthilt een wekelijkse gast van het praatprogramma De laatste show met Frieda Van Wijck — hij overliep er opvallende nieuwsberichten uit de kranten met een webcam in de hand.
In 2001 schilderde hij de cd-hoes voor En dans van Clouseau. Als peter van de vzw Hachiko (opleiding van assistentiehonden voor mensen met een handicap) schilderde hij het jaar voordien zijn eerste werk Mijn hond, dat op een benefietveiling gekocht werd door de gebroeders Wauters van Clouseau. In de winters van 2001 en 2002 bracht hij samen met Ad Cominotto het theaterstuk U Nu over de Nederlandstalige poëzie. Als gedichtenvoorlezer of -voordrager ging hij in 2005, 2006 en 2007 op toer met Gerrit Komrij in De Dunne Komrij, een productie van het kunstencentrum Villanella.
In 2004 ging Vanthilt opnieuw de muzikale tour op met Z. Verder werd hij berucht als jurylid voor de Vlaamse preselecties van het Eurovisiesongfestival, waarbij hij choqueerde door kandidaten af te kraken en in de clinch ging met mede-jurylid Serge Simonart. Hij presenteerde ook samen met Maureen Louys het Junior Eurovisiesongfestival 2005. In 2007 en 2008 presenteerde Vanthilt het zomerpraatprogramma Zomer 2007 en Zomer 2008 op VRT, afwisselend met Ben Crabbé. Op oudejaarsavond 2008 presenteerde hij samen met Ray Cokes een cultprogramma met speciale videoclips op Canvas — in het Engels met een knipoog naar het oude MTV. Vanaf 2009 presenteerde hij in de zomer het praatprogramma Villa Vanthilt op Eén, met onder meer muzikale gasten en gesprekken via de webcam. Tussen 2009 en 2015 presenteerde hij voor Eén eveneens Ook getest op mensen.
In 2004 speelde hij zichzelf als presentator van Quix in F.C. De Kampioenen. 
In 2009 schreef Marcel Vanthilt de biografie Het verhaal van mijn vader Edgard, een boek waarin hij op zoek gaat naar de mens achter zijn vader, socialistisch senator Edgard Vanthilt. In 2013 publiceerde hij ook zijn eigen autobiografie: Marcel 55. Op 22 januari 2012 was hij te gast in Ketnet King Size en moest er de duimen leggen tegen Ketnet-wrapper Niels Destadsbader. Tevens nam hij twee keer deel aan De Slimste Mens ter Wereld: zowel in 2004 (tweede seizoen) als in 2009/2010 (achtste seizoen) kon hij twee keer deelnemen. In 2013 kreeg Vanthilt een nieuw programma: het spelprogramma Het perfecte koppel. In de zomer van 2013 werd Villa Vanthilt vervangen door het praatprogramma Vanthilt on tour, in 2014 gevolgd door het programma Hotel M.
Van januari tot juni 2013 presenteerde Vanthilt op Radio 1 elke dinsdagavond tussen 23 u. en middernacht Closing time. In 2014 begon hij te toeren met een nieuw Nederlandstalig muziekprogramma Apenbloed en Engelengezang. In juni 2015 bracht hij samen met de Ringlandband - verder bestaande uit Styrofoam, Slongs Dievanongs, Merdan Taplak, Bart Peeters, Pieter Embrechts en Halve Neuro - het protestnummer Laat de Mensen Dansen uit tegen het BAM-tracé in Antwerpen en voor de realisatie van Ringland. Het nummer werd echter geband door o.a. de VRT en Q-music omdat het te politiek getint zou zijn.
Op 9 mei 2016 presenteerde Vanthilt de Radio 1 Eurosong Sessie, een radioprogramma over het Eurovisiesongfestival. In het najaar van 2016 presenteerde Vanthilt op Eén het consumentenprogramma Wonen.tv, dat gaat over bouwen, verbouwen en wonen.
In 2018 bracht hij zijn eerste soloplaat, CA$HCA$H, uit.
Vanaf 11 maart 2019 was Vanthilt presentator van het Radio 1-programma Retro, waarin hij Luc Janssen opvolgde, die met pensioen ging. Het programma werd geschrapt bij een vernieuwde programmatie van de zender in het najaar. In de zomer van 2019 was hij presentator van de muziekquiz Ken je Klassiekers op Radio 2.
Voor het televisieprogramma Op naar de 100! onderging hij wereldwijd allerlei therapieën op zoek naar manieren om veroudering te stoppen. Acht afleveringen werden uitgezonden vanaf mei 2019 op Eén.
Op 10 oktober 2019 was Vanthilt gastheer van de VRT Taalavond in deSingel, een evenement rond het Nederlands met de uitreiking van de Grote Prijs Jan Wauters.
In de zomer van 2020 presenteerde hij vier keer per week Rock Willy op de digitale radiozender Willy. Diezelfde zomer presenteerde hij het praatprogramma Hotel Marcel op de socialemediakanalen van Oostende, een stad waarvan hij al jarenlang ambassadeur was. Na de zomer werd hij op Willy presentator van het wekelijkse De M-show.
In 2022 ging hij met pensioen, maar hij blijft presenteren bij Willy en muziek maken. In 2023 bracht hij met Arbeid Adelt het album Het heelal is hier uit.

### Lokale politiek
In 2000 stond Vanthilt bij de lokale verkiezingen op de Agalev-lijst van het district Antwerpen. Hij maakte deel uit van het zogeheten 'cordon culturel', een groep mensen uit de cultuursector die de lijst steunden. Hij werd verkozen, maar ging niet zetelen.
Bij de lokale verkiezingen van 2018 was hij kandidaat voor de satirische Antwerpse lijst Burger Democratisch Welzijn (BDW), de lijst van Geert Beullens, imitator van Antwerps burgemeester Bart De Wever (eveneens bekend als "BDW"). Hij raakte niet verkozen.